# Dulce Thompson
Dulce Thompson de Carvalho (Rio de Janeiro, 18 de julho de 1963) é uma ex-voleibolista brasileira que defendeu clubes nacionais e internacionais e esteve na Seleção Brasileira de Voleibol Feminino tanto nas categorias de base quanto na principal conquistando resultados importantes.

## Carreira
Foi pentacampeã brasileira atuando pelo Fluminense (1979,1980), Supergasbras (1981,1983) e Bradesco (1984), tendo sido também campeã sul-americana pela AABB e bicampeã pelo Fluminense (1979-1980). Defendeu a Seleção Brasileira conquistando três Mundiais e duas Copas do Mundo. Em 1982 foi considerada a melhor saída de rede do mundo. Atuou na Itália por dois anos, onde defendeu o Ascoli Piceno e o Perugia, e teve rápida passagem pelo vôlei de praia, antes de encerrar a carreira em 1990.
Iniciou sua  na equipe mirim da Associação Atlética Banco do Brasil (AABB) em 1976 e como profissional no Fluminense  sendo também  atacante da Seleção Brasileira de Voleibol Feminino, destacando-se por ataques com muito técnica e velocidade, integrou a Seleção Infanto-Juvenil que foi medalha de prata no Campeonato Sul-Americano  Infanto-Juvenil em 1980 onde também estava Flávia Figueiredo e Luíza Machado,  Ida, Vera Mossa e outras, perdendo para Seleção Peruana  Juvenil onde estava já despontava por este selecionado a notável Cecilia Tait.
Em 1982 estava Seleção Brasileira de Voleibol Feminino no Mundialito realizado no Brasil, competição feminina no Ginásio do Ibirapuera em São Paulo, no qual o Brasil conquistou o vice-campeonato perdendo a título para o Japão, mas conseguiu uma vitória história por 3 sets a 2 contra a poderosa ex-URSS.
Em 1988 com as maciças transferências juntas a CBV de jovens promessas do nosso voleibol para o voleibol europeu, especialmente  para Portugal e Itália, todos  filiados à Federação do Rio de Janeiro como por exemplo : Erick Gustavo Veiga Brun que foi jogar em Portugal  e para o voleibol italiano foi Antônio Carlos Gueiros Ribeiro, Marcus Vinícius Simões Freire, Fernanda Emerick, Heloísa Roese  e Jacqueline Silva e para este voleibol também foi Dulce Thompson. No mesmo ano jogou no clube italiano "Ascoli Piceno". Em 1989 se transferiu para o  Perugia que  atravessava uma fase caótica, composta por um treinador  era um sul-coreano,  sem nenhuma jogadora com poder de decisão e contrataram a peruana Sonia Isabel Heredia e mesmo assim não melhorou o clima do clube. Diante disso Dulce refletiu e pensou: ‘Meu Deus do céu! Só um louco vai aceitar dirigir isto aqui!’ Aí o Bernardinho me veio à cabeça...", lembrou de seu amigo de longa data desde o Fluminense,  devido sua persistente e obstinação.Foi convidada para ser treinadora da equipe juvenil do Perugia e sugeriu a contratação do Bernardinho e por telefone deu-lhe a notícia  e de imediato  ele aceitou, então Dulce em suas entrevistas  afirma que pensou diante da resposta positiva dele: ‘Ele é doido mesmo!’" e foi sua Assistente Técnica no Perúgia e interprete.
Foi assim que surgiu o técnico Bernardinho para o mundo com várias conquistas internacionais tanto na Seleção Brasileira de Voleibol Feminino  e  quanto na Seleção Brasileira de Voleibol Masculino na qual é atual técnico., fazia todas acordarem cedo, treinamento forte, fez as jogadoras que estavam acima do peso emagrecer, trabalhando fundamentos e técnicas, lapidando , então da mesma forma que ela viu Bernardinho aplicando na equipe adulta ela fazia o mesmo na juvenil. O grande feito dele a frente da equipe foi em apenas 1 mês sair da 11ª posição para 3º lugar.
Foi casada com Alexandre H. Campos com qual teve seu primeiro filho Sasha que nasceu em 29 de outubro de 1990. Mais tarde casou novamente com  Mauricio  S. de L. Pedrosa com o qual teve sua filha Lucila que nasceu em 20 de maio de 1998. Em 2009 viveu emoções diferentes durante a I edição dos Jogos Brasileiros Master, pois  foi inscrita pela equipe da Bodytech (RJ)/Iate Clube (DF), na categoria 45+, só participou de apenas um jogo devido que as equipes adversárias entraram com recuso junto ao Comitê Organizador alegando situação irregular da jogadora e conseguiram anular sua inscrição.
Impedida de jogar, tornou-se treinadora do time na final contra o Flamengo, sagrou campeã e  declarou: “O time é muito bom. Comigo ou não, íamos ser campeãs. É uma equipe fortíssima”,  momento  especial foi quando ela subiu ao pódio  para receber a medalha e  erguer o troféu junto com suas comandadas e declarou com a irreverência de sempre: “Foi até bom não jogar porque estou muito tempo parada”.
Participou da estreia  vôlei de praia no Campeonato Brasileiro Master no Aryzão em Saquarema sendo sua  da sétima edição.Nesta competição Dulce fez dupla com Monica Cohen, só que a dupla adversária não comparece. Dulce reclama com a organização e  solicita inscrição na categoria 35+, duas abaixo da sua atual categoria.
Um fato curioso ocorreu nesta solicitação, pois  uma atleta da categoria 35+ escuta o comentário de Dulce e diz: “Eu não quero jogar com você, não vai ter nem graça. O seu nível é outro”. Dulce com sorriso rebate: “Você não está com medo de jogar com uma mulher de 47 anos e mãe de dois filhos”, provocando gargalhada geral, mas sua solicitação de mudança de categoria não é acatada  e se contentam com a vitória por W.O.
Dulce além de ter lançado o Bernardinho como técnico, esteve ligada direta ou indiretamente ligada a grandes momentos da história do voleibol brasileiro como por exemplo: na criação do Circuito Brasileiro de Vôlei de Praia ela estava presente formando dupla com Cristina  num total de oito duplas  nesta competição.
Foi convidada pelo Ary Graça para jogar o circuito e dava para conciliar com seu trabalho no banco.Outro exemplo de sua intervenção foi quando Jacqueline Silva retornou  ao Brasil depois de uma temporada de sucesso nos EUA, ficando conhecida como Jackie , sendo eleita a Queen of the beach da Liga Profissional Americana de Vôlei de Praia (AVP), então esta ligou para Dulce convidando-a para formar dupla, época que gerenciava os esportes do Clube do Rio Forte  do Rio de Janeiro, vendo a seriedade do trabalho e engajamento da Jackie e diante de Dulce já não tinha essa vontade toda  e lembrou que a Sandra Pires tinha acabado de ser dispensada do Rio Forte e comentou com a Jackie sobre  a menina que saltava muito e tinha uma grande força física, o resultado foi histórico, pois  foram as primeiras mulheres a ganhar  a Medalha de Ouro em Jogos Olímpicos.
Atuou como comentarista de vôlei da SporTV, também trabalhou com multinacionais há mais de 15 anos – foi executiva da Aon Risk Services, onde chefiava a área de entretenimento no Brasil. Era a especialista em seguros internacionais na multinacional Marsh fazendo a análise de risco em seguros de grandes eventos, devido a seu empenho a multinacional e dedicação a seus dois filhos, deixou de lado a carreira de comentarista. À época, a Marsh anunciou a nomeação de Dulce Thompson como líder para a sua Prática de Esportes e Entretenimento no Brasil, devido a sua vasta experiência.
A Marsh é uma das maiores empresas de gerenciamento de riscos e seguros pertence ao grupo Marsh & McLennan Companies. 

## Clubes
| Clube                                      | País   | De   | Até  |
| AABB (Associação Atlética Banco do Brasil) | Brasil | 1976 | 1977 |
| Fluminense                                 | Brasil | 1977 | 1981 |
| Supergasbras                               | Brasil | 1981 | 1983 |
| Bradesco Seguros                           | Brasil | 1984 | 1985 |
| Supergasbras                               | Brasil | 1985 | 1986 |
| Ascoli Piceno                              | Itália | 1987 | 1988 |
| Sirio Perugia                              | Itália | 1988 | 1989 |

## Títulos e resultados
Clubes
Campeonato Sul-Americano
- 1976 - Campeã Carioca Mirim pela AABB
- 1979- Campeã atuando pelo Fluminense [11]
- 1980- Campeã atuando pelo Fluminense [11]

Campeonato Brasileiro
- 1981- Campeã atuando pelo Fluminense [11]
- 1983- Campeã atuando pelo Supergasbras
- 1984- Campeã atuando pelo Bradesco

Seleção Brasileira
Mundialito
- 1982- Vice-campeã (São Paulo,  Brasil)[12][13]

Jogos Pan-Americanos
- 1983- 4º Lugar (Caracas,  Venezuela)[14]

## Premiações individuais
- 1982- Melhor Saída de rede juvenil no mundial